# Necropoli di Casa del Duca
La necropoli di Casa del Duca è un sito archeologico dell'isola d'Elba ed è situata nel comune di Portoferraio in località Casa del Duca, presso la frazione di San Giovanni.
Scoperta nel 1872 da Carlo Bagnoli ed analizzata dagli archeologi Gaetano Chierici e Pio Mantovani, la necropoli è stata utilizzata a partire dalla fine del V secolo a.C. sino alla fine del II secolo a.C. ed era composta da un totale di quattro sepolture.
La più antica, di matrice culturale etrusca, era una sepoltura femminile e comprendeva un ricco corredo funebre consistente in una collana d'oro a piccoli globi, un orecchino d'argento con pendenti, una fibula d'argento, una collana a piccoli globi in pasta vitrea, un elemento di collana in steatite, sette pendagli di bronzo, uno specchio di bronzo, una situla frammentaria di bronzo, una fusaiola, uno strumento da toeletta di bronzo.
Le altre tre sepolture, di matrice culturale romana, contenevano tre candelabri di bronzo, un infundibulum con manico zoomorfo, otto vasi a vernice nera (quattro patere, due coppe, una lekythos e un kantharos), un'olpe di produzione iberica, un boccale di Empúries, un unguentario, un lagynos e dieci fittili d'impasto (sei ollette, un coperchio, una patera, una coppetta e un'olla globulare con organi genitali maschili e femminili in rilievo).
Nel resoconto del 1872, Gaetano Chierici scrisse: «Le fosse dentro cui si deposero i cadaveri, profonde da mezzo metro a un metro, erano ricolmate di terriccio misto a molta ghiaia grossa e minuta e nessuna pietra le rinchiudeva.»
I materiali rinvenuti sono conservati nei Musei Civici di Palazzo San Francesco a Reggio Emilia.